# Drepungklostret

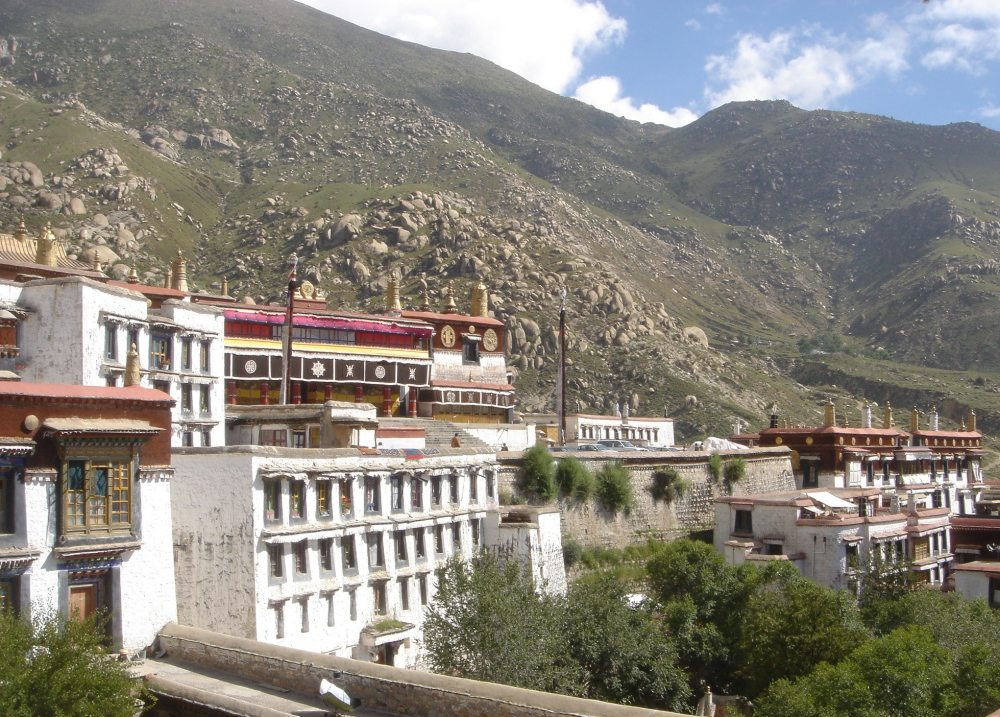

Drepung (tibetanska: འབྲས་སྤུངས་; Wylie: 'bras spungs dgon) är ett kloster i Lhasa, vilket räknas till ett av de tre stora klostren (densa sum) i gelug-skolan inom den tibetanska buddhismen.
Klostrets namn betyder "hög av ris", vilket syftar på Shridhanyakatakas heliga boning i södra Indien. Drepung grundades 1416 av Jamyang Chöge Tashi Palden (1397-1449), som var en av Tsongkhapas viktigare lärjungar. Klostret var det främsta lärosätet bland gelug-skolans fyra huvudkloster och hade cirka 10.000 munkar vid tiden för Kinas ockupation av Tibet. 
Drepungs administration har alltid varit decentraliserad och klostret består av flera kollegium (tratsang) som i sin tur bestod av residens (khamtsen). Före 1950 hade det officiellt sju kollegier, men endast fyra av dem var funktionella, nämligen: Gomang (Wylie: sGo-mang), Loseling (Blo-gsal gling), Deyang (bDe-dbyangs) och Ngagpa (sNgags-pa).
Munkarna vid ett kollegium anvisades till residens vars medlemmar kom från samma region i Tibet. Varje kollegium leddes av abbotar som genomgått erforderliga religiösa studier och valts ut av Dalai Lama. De större kollegierna hade stora tillgångar som finansierade verksamheten. Till exempel hade Loseling-kollegiet över 180 gods med 20.000 bönder före 1950. Klostret spelade också en viktig politisk roll i Tibets gamla politiska system. Under den trettonde Dalai Lamas regeringstid tillhörde klostret ett av de främsta motståndarna till Dalai Lamas reformprogram.
Efter det tibetanska upproret 1959 och kulturrevolutionen reducerades antalet munkar starkt och idag finns det endast omkring 500 munkar i klostret.

Drepungklostret
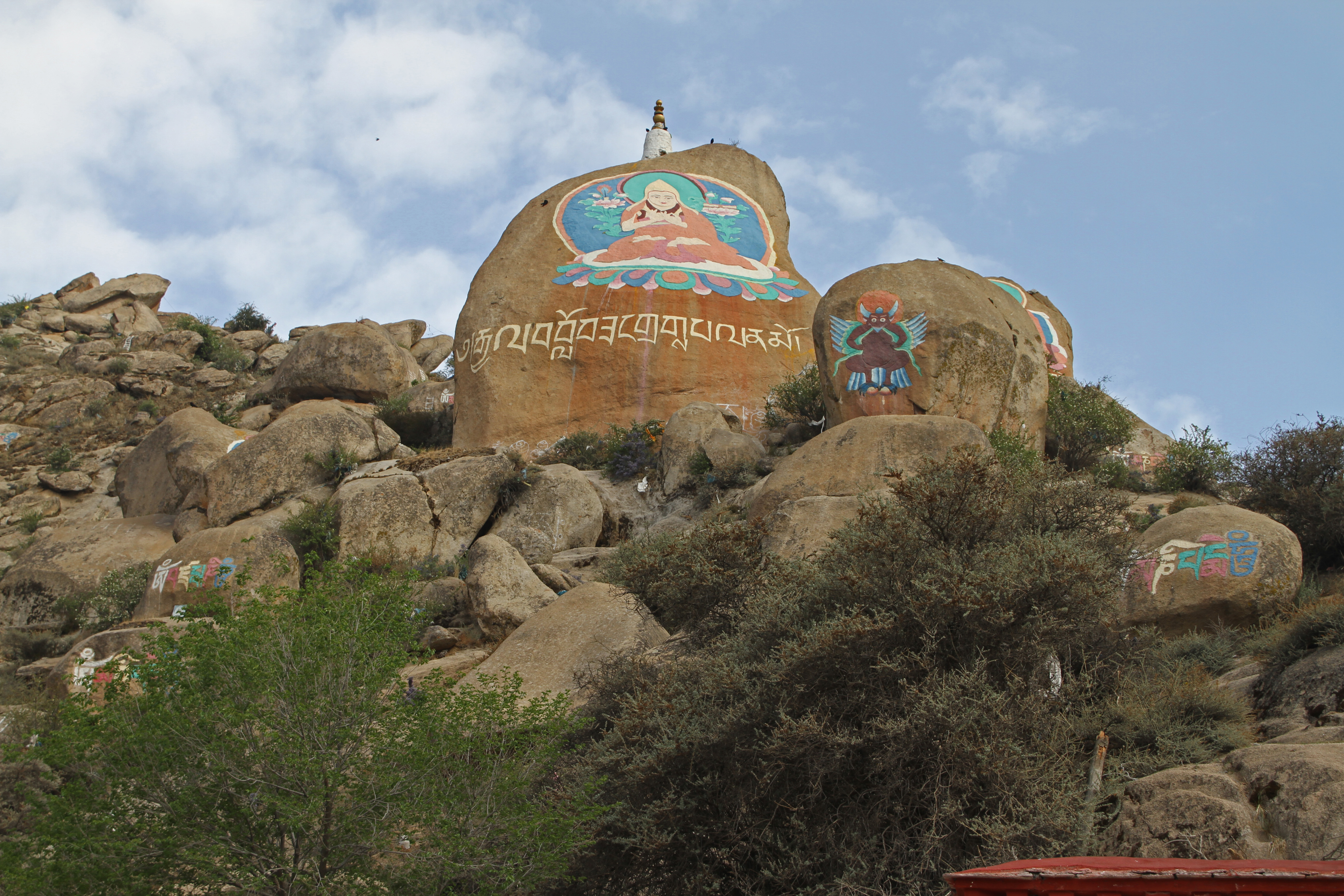
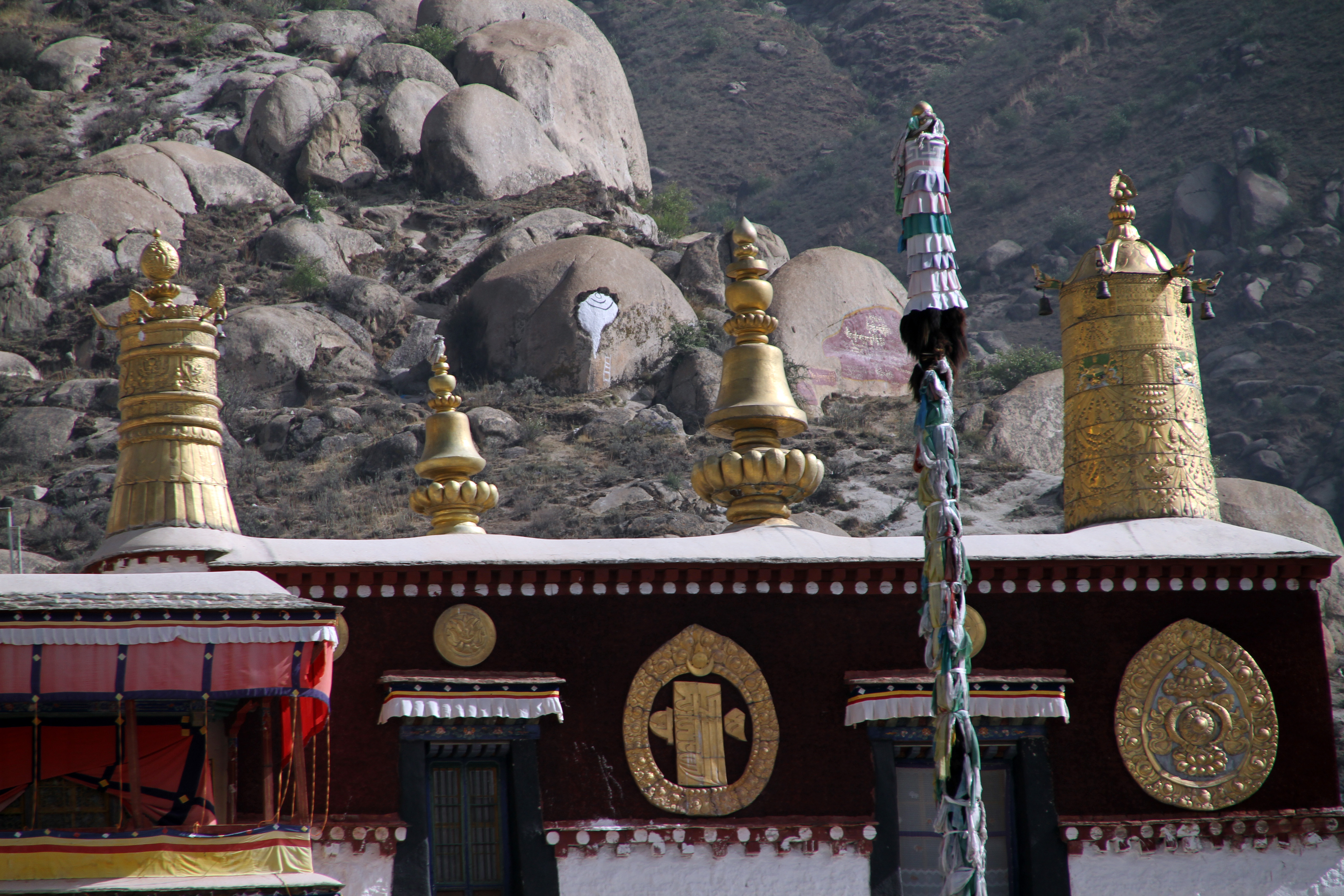
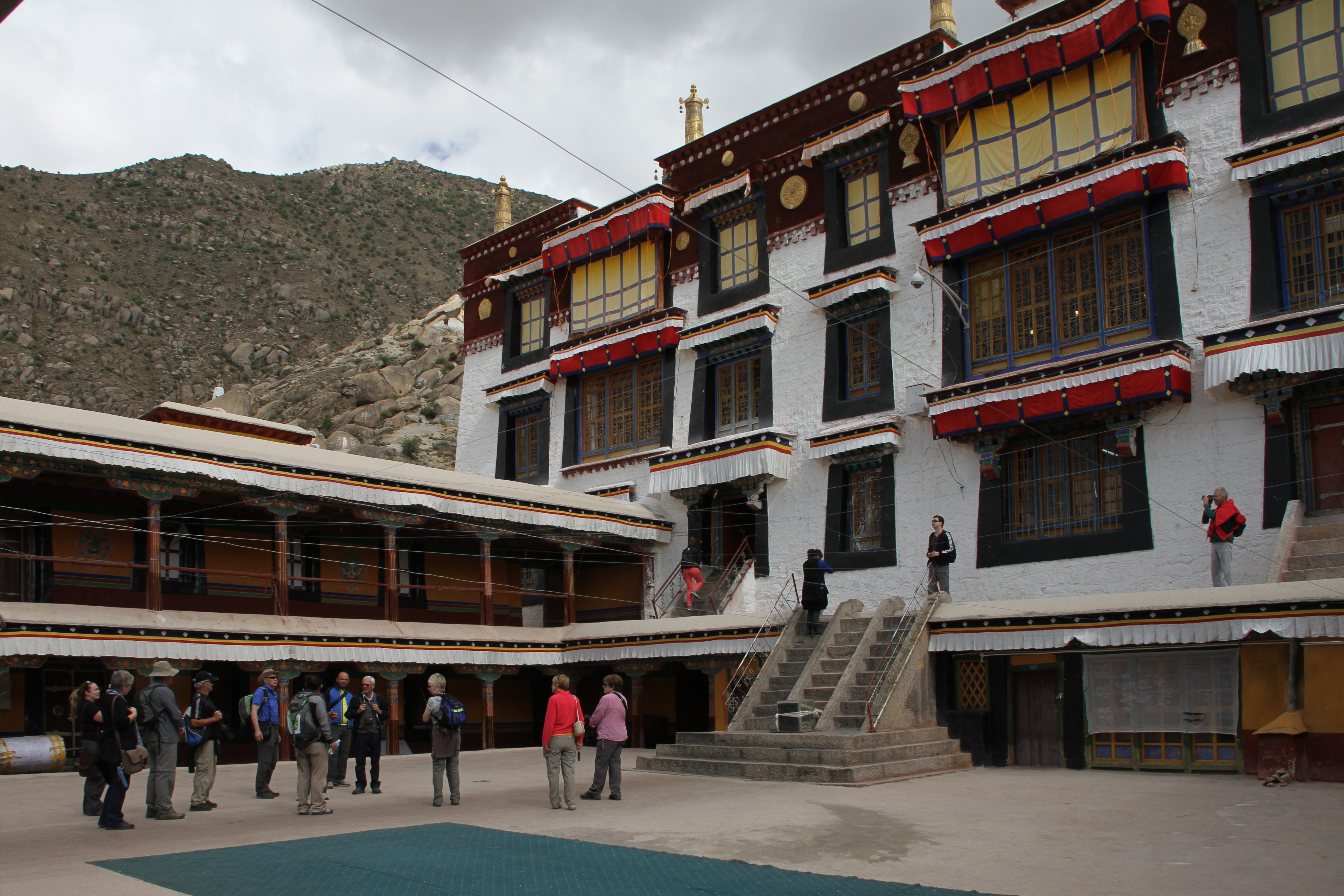
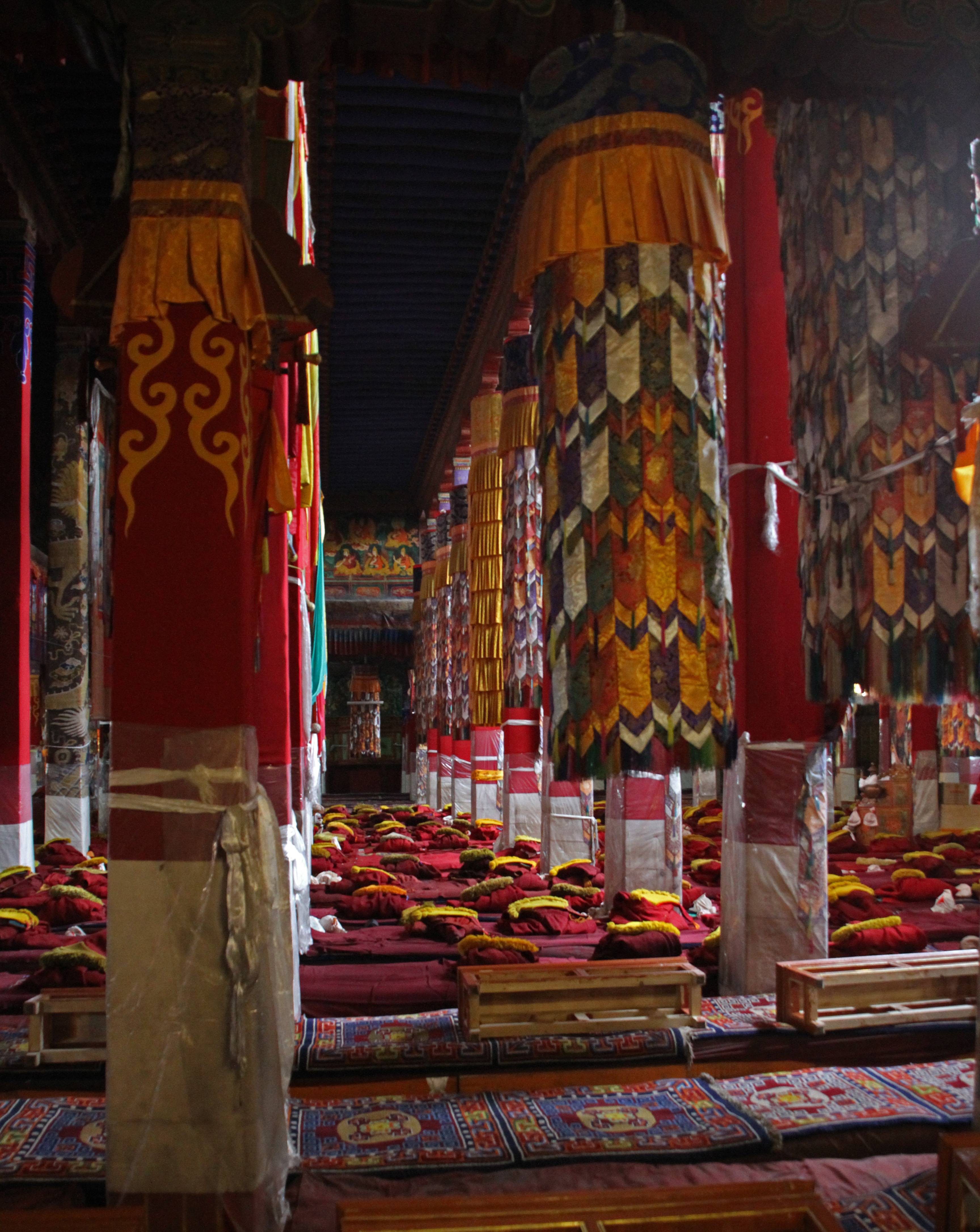
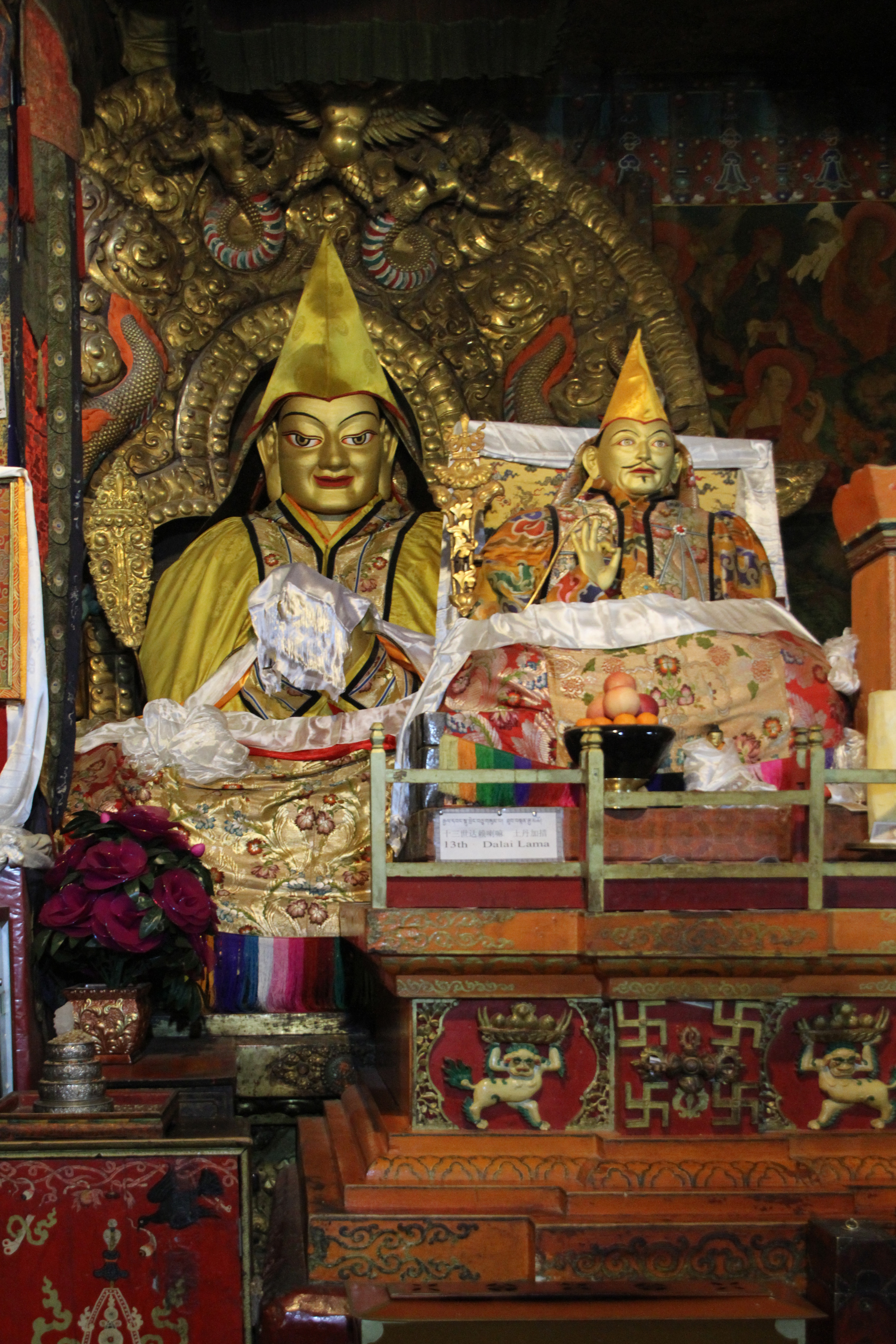
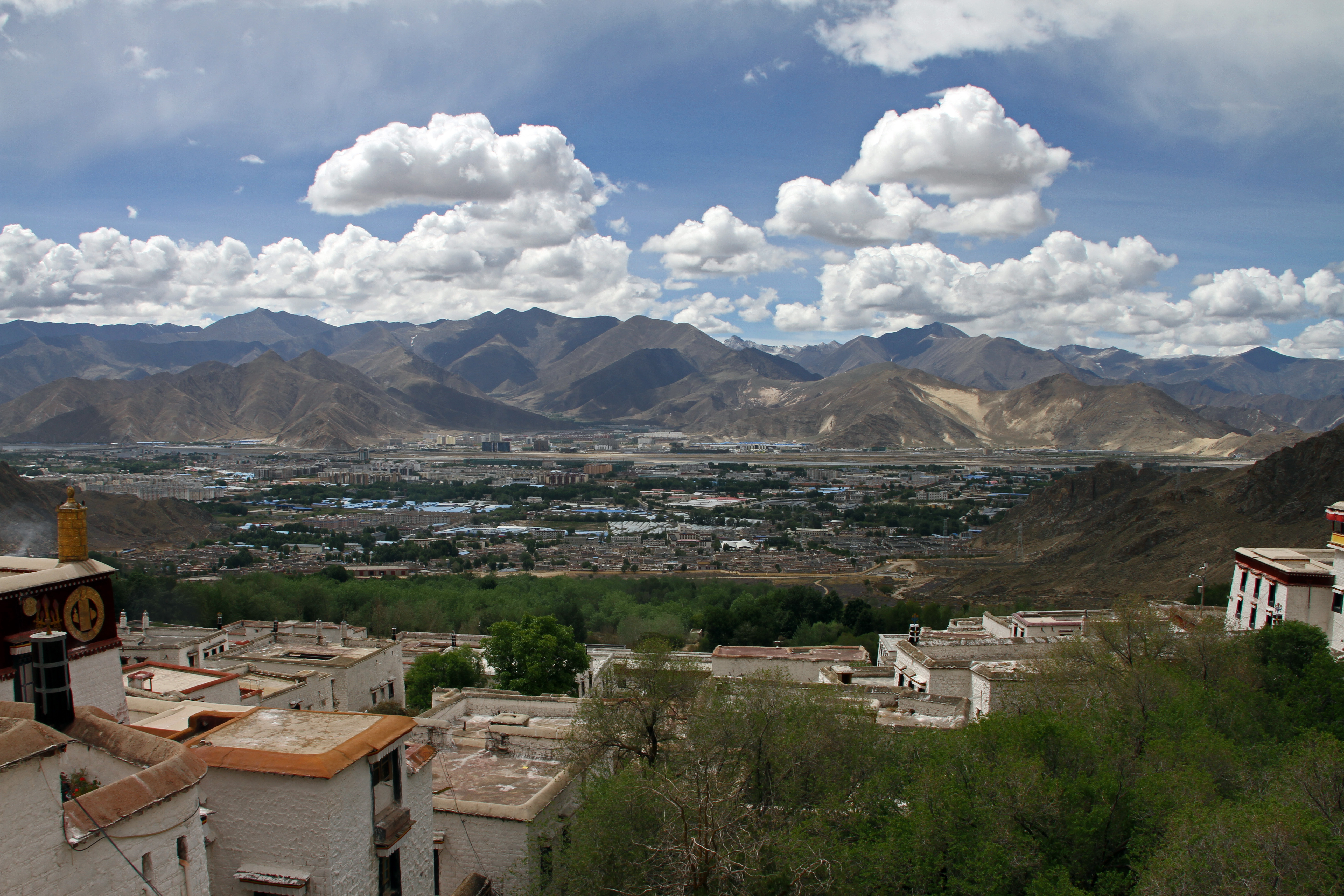

- Wikimedia Commons har media som rör Drepungklostret.